# Властіміл Лука
Властіміл Лука (чеськ. Vlastimil Luka, 7 червня 1920, Прага — 8 грудня 2012) — чехословацький футболіст, що грав на позиції захисника, зокрема за празьку «Славію», а також національну збірну Чехословаччини. По завершенні ігрової кар'єри — тренер.

## Клубна кар'єра
У дорослому футболі дебютував 1940 року виступами за команду «Лібень», в якій провів один сезон. Згодом до 1948 року грву за празьку «Славію», у складі якої 1947 року виборов титул чемпіона Чехословаччини.
Згодом у 1949–1952 роках грав за команду «Сокол» з Карліна, передмістя Праги, яка 1951 року змінила назву на «Дуклу».

## Виступи за збірну
1946 року провів свою єдину офіційну гру у складі національної збірної Чехословаччини.

## Кар'єра тренера
Протягом 1953 року входив до тренерського штабу збірної Чехословаччини. 
Помер 8 грудня 2012 року на 93-му році життя.

## Титули і досягнення
- Чемпіон Чехословаччини (1):

«Славія»: 1946-1947